# António de Abreu (navegador)
António de Abreu foi um navegador português e oficial da marinha nascido na Madeira, que viveu entre os finais do séc. XV e o início do séc. XVI. Participou, sob as ordens de Afonso de Albuquerque, na conquista de Ormuz em 1507 e de Malaca em 1511, sendo nesse ano enviado ao comando da primeira expedição europeia a chegar às Molucas, a Timor e às ilhas Banda (Bante) em 1512.

## Biografia
Filho de João Fernandes do Arco e de sua mulher Beatriz de Abreu da casa dos Abreus da Covilhã.
Em 25 de Julho de 1511, na conquista de Malaca, António de Abreu, na qualidade de capitão-do-mar, comandou o junco chinês que, subindo o rio de Malaca na maré alta, desembarcou o contingente português na cidade permitindo a conquista em Agosto. Gravemente ferido no rosto, tendo perdido parte dos dentes e da língua, recusou a proposta de Albuquerque para que se afastasse do comando.
Em Novembro, antes de partir de Malaca e já na qualidade de capitão-mor,  Afonso de Albuquerque confiou-lhe a liderança de uma frota de três navios e 120 homens, com os quais rumou a Este, em busca das "ilhas das especiarias". Partiu, a bordo da nau Santa Catarina, acompanhado pelos capitães-do-mar Francisco Serrão, que comandava a nau Sabaia, e Simão Afonso Bisagudo, que comandava uma da caravela, onde seguia Francisco Rodrigues, cartógrafo que cronicou a expedição.
Foram recrutados pilotos malaios para os guiar via Java, por entre as Pequenas Ilhas de Sunda e Amboíno até Banda, onde chegaram no início de 1512. Aí permaneceram, durante cerca de um mês, comprando e enchendo os seus navios com noz moscada e cravinho. António de Abreu partiu então velejando por Amboina enquanto o seu vice-comandante se adiantou para as ilhas Molucas, mas naufragou terminando em Ternate. Assolados com hostilidades noutros pontos do arquipélago, como Amboina e Ternate, só regressou em 1529.
Aventou-se a hipótese de António de Abreu ter descoberto a Austrália, cem anos antes da chegada dos neerlandeses.